# Voltinia agroeca
Voltinia agroeca is een vlindersoort uit de familie van de prachtvlinders (Riodinidae), onderfamilie Riodininae.
Voltinia agroeca werd in 1910 beschreven door Stichel.